# Fasanerie (Detmold)

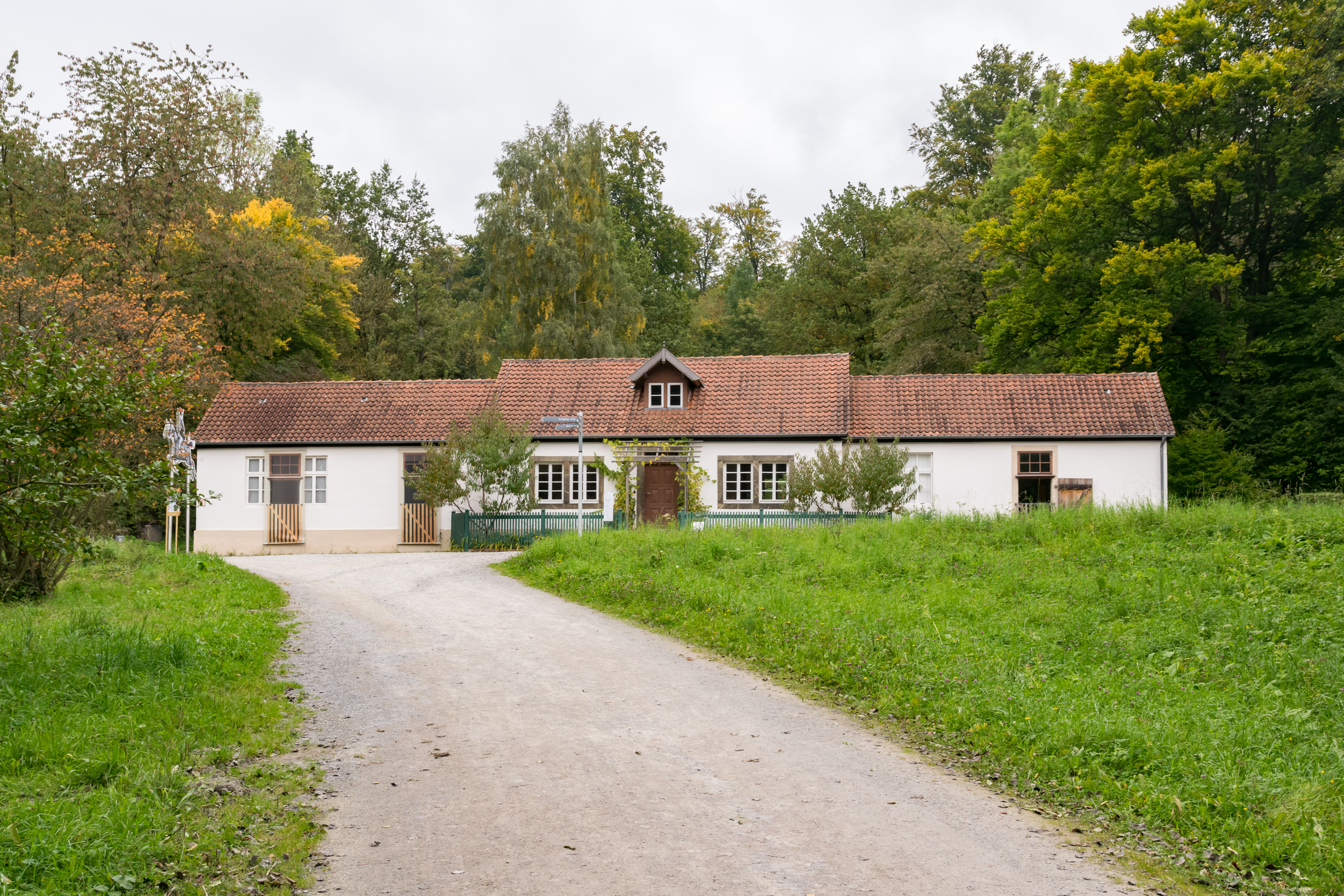
Ehemalige Fasanerie in Detmold

Die ehemalige Fasanerie in Detmold wurde in den Jahren 1836 bis 1838 erbaut und diente nur wenige Jahre ihrem ursprünglichen Zweck. Nach mehreren Nutzungsänderungen ist sie seit 1975 Teil des Freilichtmuseums. Das Gebäude steht als Teil eines Ensembles unter Denkmalschutz.

## Geschichte
Der lippische Prinz Leopold II. war ein leidenschaftlicher Jäger und ließ im Jahr 1819 am Büchenberg, nahe der Friedamadolfsburg, einen Tiergarten einrichten. Hier wurde Wild aufgezogen und anschließend in den Wäldern zur Jagd ausgesetzt.
Seinen Hofjägermeister Franz von Donop (1803–1874) ließ Leopold ein Gutachten betreffs des Baus einer Fasanerie im Tiergarten anfertigen. Dieses Gutachten, das von Donop am 16. Januar 1836 dem Fürsten überreichte, enthielt auch eine Zeichnung einer Fasanerie in Niederspier, die dem Detmolder Gebäude als Vorbild diesen sollte. Es passierte die Rentkammer, und die Planung wurde an den Landbaumeister Ferdinand Wilhelm Brune übergeben. Die Rentkammer entsandte den Tucherknecht (Jagdgehilfen) Ludwig Römer nach Niederspier, um in der dortigen Fasanerie angelernt zu werden. Er übernahm später, am 14. April 1837, die Position des Fasanenwärters in Detmold.
Der Bau begann Mitte 1836 und war im Mai des Folgejahres soweit fertiggestellt, dass die Fasanenzucht aufgenommen werden konnte. Der Wohnteil wurde erst im Sommer 1838 fertiggestellt, und Römer zog mitsamt seiner Familie ein. Schon 1849 gab das Fürstenhaus die Fasanenzucht aber wieder auf. Das gesamte Tiergartengelände fiel an Leopolds Sohn, Prinz Woldemar, der hier eine Außenstelle des Sennergestüts Lopshorn einrichten ließ. In die Wohnung zog nun der Gestütsleiter, die Seitenflügel nutzte man als Pferdeställe. 1928 wurden das Gestüt zusammen mit einer Reit- und Fahrschule in das Innere des Tiergartens verlegt. Die Fasanerie diente in den Jahren 1934/35 nach einer baulichen Erweiterung als Reitschule der SA, war ab 1936 Sitz der motorisierten Polizei und von 1950 bis 1975 Wachgebäude der Verkehrsüberwachungsbereitschaft Detmold.
Die Fasanerie ist heute neben dem Krummen Haus eines von zwei Gebäuden am Originalstandort im LWL-Freilichtmuseum Detmold und beherbergt die Ausstellung „Die Senner – älteste Pferderasse Deutschlands“. Zusammen mit dem Krummen Haus, der Tiergartenmauer und zwei Torpfeilerpaaren ist sie seit dem 26. April 1999 als Baudenkmal in der Denkmalliste eingetragen.

## Architektur
Die Fasanerie ist – der Epoche entsprechend – ein Bauwerk des Klassizismus. Das eingeschossige Gebäude besteht aus einem rechteckigen Mittelbau mit den Kantenlängen 11,3 × 8 m, in welchem sich die Wohnung befand. Symmetrisch angesetzt sind an beiden Seiten rechteckige Flügel von 9,9 × 5,8 Metern, die Aufzuchtskammern bzw. Ställe. Die Baukörper sind mit schlichten Satteldächern bedeckt. Die Dachböden sind durch rundbogige Öffnungen miteinander verbunden und konnten aus der Küche über eine Treppe erreicht werden. Eine weitere Treppe führte in einen kleinen Keller.
Die Außenmauern bestehen aus Muschelkalk-Bruchstein, Innenwände aus Kostengründen aus Fachwerk, wobei hier teilweise ältere Balken zum Einsatz kamen. Die Ausfachungen erfolgten in den Ställen mit Bruchsteinen, im Wohnbereich mit Lehm-Flechtwerk. Backsteine für Brandmauer und Fensterbögen sowie Dachziegel (Hohlziegel) kamen aus der Ziegelei in Hiddesen, den Sandstein lieferte der Steinbruch in Berlebeck.
In den 1920er Jahren wurde das Gebäude verputzt. Der Kellerraum erhielt in den 1930er Jahren eine Eisenbetondecke und sollte damit als Luftschutzkeller dienen.